# Ottmar Mergenthaler

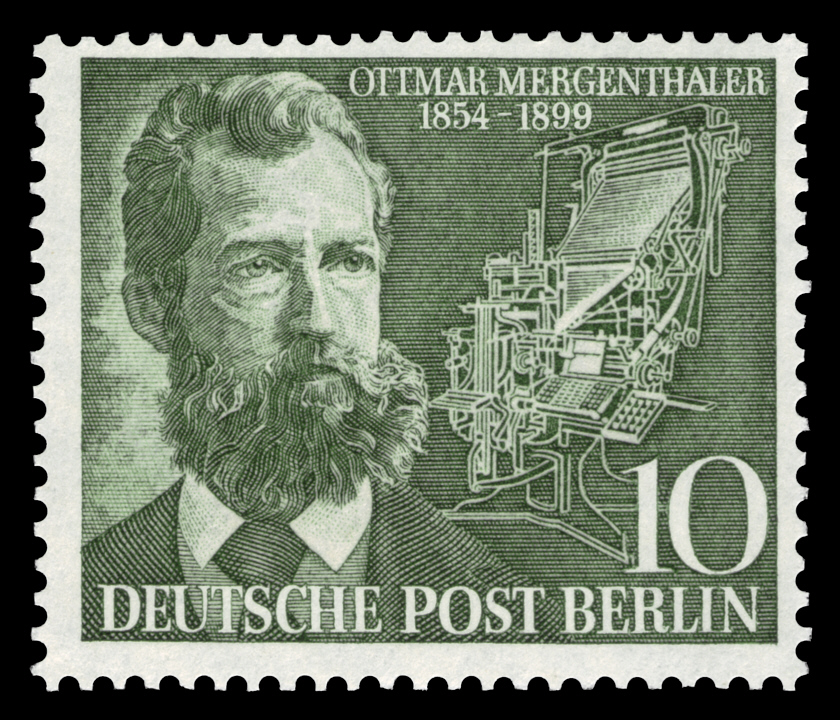
Postzegel van Deutsche Bundespost met Ottmar Mergenthaler en zijn uitvinding de Linotype machine

Ottmar Mergenthaler (Bad Mergentheim, 11 mei 1854 – Baltimore, 28 oktober 1899) was een Duitse uitvinder, bekend vanwege zijn revolutionaire uitvinding in de drukkerswereld: de 'Linotype', een machine die snel en makkelijk loden letters kon zetten.
Mergenthaler werd geboren in Bad Mergentheim (Hachte), Baden-Württemberg in Duitsland als derde zoon van een schoolmeester.
Hij leerde voor horlogemaker voordat hij verhuisde in 1872 naar Baltimore in Maryland. In 1878 werd hij genaturaliseerd burger van de Verenigde Staten.
In 1886 ontwierp hij de Linotype machine, die het mogelijk maakte om, bediend door een mens, automatisch loden letters te laten zetten, wat een ware doorbraak voor de zetterijen werd. Vóór deze uitvinding kon geen krant op de wereld gedrukt worden met meer dan acht pagina's. Een nog werkende Linotype machine is te bezichtigen in het Baltimore Museum voor Industrie.
Mergenthaler overleed in 1899 op 45-jarige leeftijd aan tuberculose.
In Baltimore is een school naar hem vernoemd: de Mergenthaler Vocational Technical Senior High School voor lerarenonderwijs en werd geopend in 1953.
De Johns Hopkins Universiteit kreeg in 1941 een centrale hal, 'Mergenthaler Hall', gebouwd met geld van zijn zoon Eugene en weduwe mevrouw Mergenthaler.